# Yusuf Dikeç
Yusuf Dikeç (ur. 1 stycznia 1973 w Göksun) – turecki strzelec sportowy, olimpijczyk.

## Życiorys
Urodził się 1 stycznia 1973 r. w Göksun. Studiował wychowanie fizyczne na uniwersytecie Gazi w Ankarze i otrzymał magisterium jako trener sportowy na uniwersytecie Selcuk w Konyi. W zawodach strzeleckich startuje od 2001 r.
Uczestniczył w igrzyskach olimpijskich 2008 w Pekinie, gdzie zajął 44. miejsce w strzelaniu z 10 m i 22. miejsce w strzelaniu z 50 m. Cztery lata później, podczas igrzysk olimpijskich 2012 w Londynie zdobył odpowiednio 27. i 13. miejsce, zaś w trakcie igrzysk olimpijskich 2016 w Rio de Janeiro uzyskał 21. i 22. miejsce. Na igrzysk olimpijskich 2021 w Tokio startował jedynie w zawodach w strzelaniu na 10 metrów, zdobywając 24 miejsce. Podczas igrzysk olimpijskich 2024 w Paryżu wspólnie z Şevvalą İlaydą Tarhan zdobył w mikście srebrny medal. Jego zdjęcia z tych zawodów stały się wiralem.
Podczas mistrzostw świata w 2006 r. w Zagrzebiu zajął 12. miejsce w strzelaniu z 10 m, a na dystansie 25 m był 15. cztery lata później w Monachium zajął 35. miejsce w strzelaniu z 25 m, 12. na dystansie 50m i 5. z 10 m. Brał udział w mistrzostwach świata w 2014 r. w Grenadzie, zdobywając złoty medal w strzelaniu z 25 m i srebrny z 10 m, a w strzelaniu z 50 metrów był 55. Cztery lata później w Changwon zajął 35. miejsce w strzelaniu z 25 m, 11. na dystansie 10 m, a w 2022 r. w Kairze był 15. na dystansie 10 m. W mistrzostwach w Baku w 2023 r. zdobył srebrny medal na dystansie 10 m, a ponadto uzyskał 21. wynik z 25 m i 64. na dystansie 10m.